# Elsaß-Lothringische P 1
In die Gattung P 1 ordneten die Reichseisenbahnen in Elsaß-Lothringen verschiedene Lokomotiven vom Typ B1n2 (mit zwei Treibachsen und zwei Nassdampfzylindern) neu ein, nachdem zuvor das bayerische System genutzt wurde, in dem Lokomotiven für den gemischten Betrieb mit dem Buchstaben B bezeichnet wurden (mit A wurden Schnell- und Personenzuglokomotiven, mit C Güterzuglokomotiven bezeichnet usw.): 
Als P1 wurden im Gattungssystem ab 1906/1912 die folgenden Baureihen bezeichnet:
- Elsaß-Lothringische B 1
- Elsaß-Lothringische B 2
- Elsaß-Lothringische B 3
- Elsaß-Lothringische B 4